# Teorema Gauss–Bonnet
Teorema Gauss–Bonnet, sau formula Gauss–Bonnet, este o teoremă importantă din domeniul suprafețelor, care face evidentă legătura dintre geometrie și topologie.

## Forma locală
Fie (U, h) o parametrizare semigeodezică, cu U homeomorfă cu un disc plan deschis, compatibilă cu orientarea suprafeței orientate S.
Fie {\displaystyle R\subset h(U)\!} o regiune simplă și {\displaystyle \gamma :[0,l]\rightarrow S\!} parametrizată canonic, pozitiv orientată astfel încât {\displaystyle \partial R=Im\gamma .\!}
Fie {\displaystyle \gamma (s_{i})\!} vârfurile lui {\displaystyle \gamma ,\theta _{i}\!} unghiurile exterioare corespunzătoare, {\displaystyle i={\overline {0,k+1}}.\!}
Atunci are loc formula:
{\displaystyle \sum _{i=0}^{k}\int _{s_{i}}^{s_{i+1}}k_{g}(s)+\int \int _{R}K\;ds+\sum _{i=0}^{k}\theta _{i}=2\pi \!}
unde {\displaystyle k_{g}\!} este curbura geodezică a arcelor diferențiale ale lui {\displaystyle \gamma ,\!} K este curbura gaussiană și {\displaystyle d\sigma \!} este elementul de suprafață.

## Demonstrație
Fie {\displaystyle X=\gamma '(s)\!} (pe porțiunile diferențiale ale curbei). Avem:
{\displaystyle {\bigg [}{\frac {\nabla X}{d{\mathit {s}}}}{\bigg ]}={\bigg [}{\frac {\nabla \gamma '(s)}{d{\mathit {s}}}}{\bigg ]}=k_{g}(s).\!}
Utilizăm următoarele leme:

### Lema 1
{\displaystyle {\bigg [}{\frac {\nabla Y}{dt}}{\bigg ]}-{\bigg [}{\frac {\nabla X}{dt}}{\bigg ]}={\frac {d\varphi }{dt}}\!}

### Lema 2
Fie (U, h) o parametrizare ortogonală, X un câmp unitar pe {\displaystyle \gamma \!} și {\displaystyle \varphi \!} unghiul dintre {\displaystyle h_{1}\!} și X.
Atunci:
{\displaystyle {\bigg [}{\frac {\nabla X}{d{\mathit {t}}}}{\bigg ]}={\frac {1}{2{\sqrt {g_{11}g_{22}}}}}{\bigg \{}{\frac {\partial g_{22}}{\partial u^{1}}}{\frac {du^{2}}{dt}}-{\frac {\partial g_{11}}{\partial u^{2}}}{\frac {du^{1}}{dt}}{\bigg \}}+{\frac {d\varphi }{dt}}\!}
Demonstrația lemei.
Normăm câmpurile {\displaystyle h_{1}\!} și {\displaystyle h_{2}\!}:
{\displaystyle e_{1}={\frac {h_{1}}{\sqrt {g_{11}}}},\;e_{2}={\frac {h_{1}}{\sqrt {g_{22}}}}.\!}
Atunci {\displaystyle e_{1}\times e_{2}=N\!} și, conform lemei 1,
{\displaystyle {\bigg [}{\frac {\nabla X}{dt}}{\bigg ]}={\bigg [}{\frac {\nabla e_{1}}{dt}}{\bigg ]}+{\frac {d\varphi }{dt}}\!}